# Batalha de Osan
A Batalha de Osan (em coreano:  오산 전투) foi o primeiro grande combate entre forças militares dos Estados Unidos e da Coreia do Norte durante a guerra na península coreana. Ocorreu em 5 de julho de 1950, quando a Força-Tarefa Smith, uma força-tarefa americana de 540 infantes apoiada por uma bateria de artilharia, foi transferida para a cidade de Osan, ao sul de Seul, capital da Coreia do Sul, e recebeu ordens de lutar como retaguarda para atrasar o avanço das forças norte-coreanas enquanto mais tropas dos EUA chegavam para formar uma linha defensiva mais forte ao sul.
A força-tarefa carecia de canhões antitanque e de armas antitanque de infantaria eficazes e estava equipada apenas com bazucas obsoletas de 2,36 polegadas (60mm) e alguns canhões sem recuo de 57mm. Além de um número limitado de projéteis HEAT para os obuseiros de 105mm da unidade, as armas coletivas que poderiam derrotar os tanques T-34/85 soviéticos ainda não haviam sido distribuídas às forças do Exército dos EUA na Coreia do Sul.
Depois da coluna de tanques norte-coreana ter rompido as linhas americanas, a força-tarefa abriu fogo contra uma força de cerca de 5.000 soldados de infantaria norte-coreanos que se aproximavam da sua posição, o que impediu o seu avanço. As tropas norte-coreanas eventualmente flanquearam e sobrepujaram as posições americanas, e o resto da força-tarefa recuou em desordem.